# Ormosia luteola
Ormosia luteola là một loài ruồi trong họ Limoniidae. Chúng phân bố ở miền Tân bắc.